# Onmyō Taisenki
Onmyō Taisenki (阴阳大戦記 lit. Las Crónicas de la Gran Guerra del Yin-Yang?) es una serie manga escrita por Yoshihiko Tomizawa e ilustrada por Hiroyuki Kaidō. Fue adaptado a una serie de anime del mismo nombre producida por Sunrise.
La serie hace claras referencias a la I Ching y la teoría taoísta de los cinco elementos: Madera (木 ki?), Metal (金 kin?), Tierra (土 chi?), Fuego (火 hi?) y Agua (水 mizu?). Varios elementos taoístas se han incorporado dentro de la historia: la existencia de los cuatro Kimon (鬼门 lit. 'Portales demoníacos'?), el uso de tarjetas que actúan como Amuletos onmyōdō (闘神符 tōjinfu?), el uso de trigramas para representar a la dirección cuando la unidad se abrió (norte-sur-este-oeste está representado como 坎-離-震-兌 en vez de 北-南-東-西, respectivamente), el énfasis en el equilibrio de la sekki (las 24 temporadas), y el personaje nazuna, que es una doncella taoísta. Además, la serie en sí se puede dividir en cuatro temporadas (de 13 episodios cada una), que contienen una historia, propósito y objetivos distintos.

## Argumento

### Anime
Riku Tachibana (太刀 花リク Tachibana Riku?) es un niño japonés de 12 años de edad, que vive cerca de Tokio. Nunca conoció a sus padres. Vive una vida ordinaria con su abuelo adoptivo. Su abuelo le había enseñado una serie de movimientos extraños con las manos, de los cuales Riku no sabía el propósito hasta el día en que su abuelo es atacado cerca de su santuario. Pero no es un atacante ordinario. El atacante es un Shikigami (式神 lit. 'Dioses rituales'?), monstruos extraños con dueños humanos. Riku llega a la escena y ahí es donde se pone en contacto por primera vez con su Drive (神 操 机?), el dispositivo que utiliza para llamar y hacer una «contrato» (契约 keiyaku?) con Byakko no Kogenta (白虎のコゲンタ?), su Shikigami y, desde ese día, su mejor amigo. El Shikigami necesita, para los ataques especiales, una serie especial de Sello (印 Shirushi?), uno de los cuales resulta ser los extraños movimientos con las manos que el abuelo de Riku siempre le enseñó.
Como su abuelo decide abandonar la casa para emprender un viaje, el niño de 10 años, Sōma Asuka (飛鳥 ソーマ Asuka Sōma?) y la niña de 10 años Nazuna (ナズナ?) alquilan habitaciones en la casa de Riku. El hombre de 17 años, Masaomi, que le enseña a Riku los secretos de Onmyōdō (como el uso de Tōjinfu, por ejemplo), finalmente llega. Los tres de ellos tienen «contratos» con el Shikigami.
Los principales eventos del anime Onmyō Taisenki están relacionados con la amenaza del Chi-ryū (地 流?), un poderoso grupo financiero japonés relacionado con el Onmyoudou; tratan de abrir los cuatro Taiten (Yondaiten (四大 天 lit. Iluminación de los cuatro cielos Grandes)?); y liberar a Utsuho (ウツホ?), un niño que nació con el poder de controlar a los yōkai (妖怪?), y había sido encarcelado por miles de años.

### Manga
El manga Onmyou Taisenki no cuenta la misma historia que el anime. La historia sucede años antes de los acontecimientos en el anime. El personaje principal, Yakumo (que también aparece en el anime, cuando era adolescente) es el hijo de Monju, el sacerdote principal del Templo Taihaku, en Kioto. Yakumo también entrena al Shirushi, con una pelota de béisbol. En este templo, el Toujinshi (闘神士 lit. Dios de la Guerra?), y el antiguo maestro de Monju, Mahoroba, está encarcelado. Los problemas comienzan cuando Mahoroba escapa, gana poder y transforma Monju en piedra. Yakumo es llamado por un Zero Drive, que fue uno de los tesoros del templo. Este Zero Drive maneja a Byakko no Kogenta. La historia del manga trata sobre los primeros pasos de Yakumo con un Shikigami, entrenando con Idzuna (doncella del santuario del Templo Taihaku) y buscando a Mahoroba a través de varias fechas históricas japonesas. Famosos personajes históricos japoneses como Oda Nobunaga se pueden ver en el manga. La historia es citada por Kogenta alrededor del episodio 35 en el anime. Sin embargo, no se dan muchos detalles.

### Diferencias del manga con el anime
Incluso cuando la historia del Manga y el Anime parece estar en el mismo universo, existen algunas diferencias.
En el manga, los nombres de los shikigamis son creados por su Toujinshi en el momento del contrato y en el anime los nombres de los shikigamis son siempre los mismos. Por ejemplo, en el manga se revela que el nombre del shikigami que una vez hizo un contrato con Monju es "Byakko no Akatsuki", y luego se revela que de hecho es el mismo shikigami que "Byakko no Kogenta", y el nombre Kogenta es el nombre que le dio Yakumo. En contraste, el anime revela que el nombre de Byakko no Kogenta siempre ha sido el mismo, como se revela en el anime cuando se cuenta la historia del contrato entre Byakko no Kogenta y Raihou.
Además, en el manga, no hay facciones entre los Toujinshi, y cada Toujinshi es independiente.
Incluso cuando en el anime casi todos los Toujinshi usan un Drive, en el manga casi todos los Toujinshi usan un Toujinki, con la excepción de Yakumo que obtiene su Zero Drive del Naraku en el medio del Volumen 2 para salvar a Kogenta porque Toujinki de Yakumo es destruido, y Tsukuyomi que convoca a su shikigami con Toujin-fu.
También se revela en el manga que el Drive es, de hecho, un prototipo de Toujinki.
En el anime, cuando el shikigami Toujinshi es derrotado, el Toujinshi pierde sus recuerdos como Toujinshi y ya no puede ser un Toujinshi. En el manga, la única consecuencia de una derrota de Shikigami es que el Toujinshi ya no puede hacer un contrato con ese shikigami.

## Personajes

### Ten-ryū
Riku Tachibana (太刀花リク Tachibana Riku?)
Seiyū: Jun Fukuyama
El personaje principal de la serie, Riku nació en la Era Heian de Japón como Youmei. Su madre lo envió al futuro, donde fue capturado por Sōtarō Tachibana, para evitar morir en la incursión Chi-Ryū en el santuario Ten-Ryuu. Al comienzo de la serie, es tímido y se asusta fácilmente. Pero cuando recibe el disco Ten-Ryū Tōjin que contiene Kogenta, Kogenta lo ayuda a ser mucho más valiente y fuerte. No recuerda su tiempo en la era de Heian hasta que va a Naraku para reunirse con Kogenta después de perderlo por Yūma y Rangetsu. En Naraku, ve su memoria jugar delante de él y se entera de su vida pasada. Él es el jefe del Ten-Ryū.
Kogenta (白虎のコゲンタ Byakko no Kogenta?)
Seiyū: Sayaka Aida
El shikigami de Riku Tachibana. Kogenta es miembro de la familia de shikigami Byakko (tigre blanco) (lo que lleva a muchos a la conclusión de que Riku es la cabeza de Ten-Ryū). Es típicamente arrogante, arrogante y rápido para enojarse. Al principio no puede creer que está "atrapado con alguien tan tonto" como Riku, pero finalmente acepta esto y trata de mejorar el carácter de Riku. Es el primer Shikigami en convertirse en Daikōjin, pero lo considera una ventaja injusta porque, en sus palabras, "No recuerdo cómo los vencí y para cuando llego, la pelea ya ha terminado". Más tarde, Kogenta y Riku se enteraron de que Kogenta fue quien mató a los padres de Riku, pero Kogenta no pudo recordar cuando se convirtió en Daikoujin en el momento en que se formó su contrato. Sin embargo, Riku perdona a Kogenta. En el final, Kogenta voluntariamente deja que Riku rescinda su contrato, pero en realidad el contrato aún persiste, ya que el espíritu de Kogenta se ve sobre el santuario.
Sōtarō Tachibana (太刀花 ソウタロウ Tachibana Sōtarō?)
Seiyū: Yukimasa Kishino
Yūma Asuka (飛鳥 ユーマ Asuka Yūma?)
Seiyū: Hisafumi Oda
Byakko no Rangetsu (白虎のランゲツ?)
Seiyū: Kenta Miyake
Masaomi Ōgami (大神 マサオミ Ōgami Masaomi?)
Seiyū: Takuma Takewaka
Seiryū no Kibachiyo (青龍のキバチヨ?)
Seiyū: Anri Katsu
Yakumo Yoshikawa (吉川 ヤクモ Yoshikawa Yakumo?)
Seiyū: Masakazu Morita
Shōsetsu no Tankamui (消雪のタンカムイ?)
Seiyū: Makiko Ōmoto
Utsuho (ウツホ?)
Seiyū: Makiko Ōmoto
Kurogane no Rikudō (黒鉄のリクドウ?)
Seiyū: Tomonori Yoshida
Seiryū no Buryune (青龍のブリュネ?)
Seiyū: Tadahisa Saizen
Dōgen (ドウゲン?)
Seiyū: Tadahisa Saizen
Ikazuchi no Takamaru (雷火のタカマル?)
Seiyū: Otoya Kawano
Enoki no Sanemaro (榎のサネマロ?)
Seiyū: Tomohisa Asō
Enoki no Sanemaro (榎のサネマロ?)
Seiyū: Tomohisa Asō
Jefe de Departamento de Construcción de Kimon Gigante Nankai (大鬼門建造部長 ナンカイ Dai kimon kenzō buchō nankai?)
Seiyū: Tomohisa Asō
Kaede no Daikaku (楓のダイカク?)
Seiyū: Tomohisa Asō
Tannin (担任?)
Seiyū: Tomohisa Asō
Director de la clase de Riku.
Aldeano (村人 Murabito?)
Seiyū: Tomohisa Asō
Sōma Asuka (?)
Seiyū: Risa Hayamizu
Yōmei (ヨウメイ?)
Seiyū: Risa Hayamizu
Tomomi (トモミ?)
Seiyū: Risa Hayamizu
Amiga de Momo.
Ikazuchi no Fusanoshin (雷火のフサノシン?)
Seiyū: Akeno Watanabe
Gasshin ({{{2}}}?)
Seiyū: Akeno Watanabe
Masaomi como un chico.
Yayoi (ヤヨイ?)
Seiyū: Akeno Watanabe
Amigo de Momo.
Toraji (トラジ?)
Seiyū: Akeno Watanabe
La mascota gato demonio de Rina
Nazuna (ナズナ?)
Seiyū: Akemi Kanda
Hōjō no Nene (豊穣のネネ?)
Seiyū: Akemi Kanda
Sakura (サクラ?)
Seiyū: Akemi Kanda
Teru Saigō (西郷 テル Saigō Teru?)
Seiyū: Tomohiro Tsuboi
El primer miembro real del Ten-Ryū que se encuentran Riku y Kogenta. Teru está en quiebra y casi siempre está endeudado con algún lugar (un hotel Hot Spring, un bar en la playa y otros). Siempre está contento de recibir comida gratis (debido a que no puede comprar la suya), y siempre viaja como "Entrenamiento" como lo llama, normalmente se va tan pronto como alguien le dice el alquiler de donde quiera que se esté quedando. Incluso se enamora de Nazuna, quien le muestra el significado literal de "enamoramiento". Considera a Souma un rival (ya que ambos aman a Nazuna), y solo ingresa al Fukumaden como líder del Escuadrón de exterminio de Yōkai formado por Chi-Ryū.
Akagane no Isoroku (赤銅のイソロク?)
Seiyū: Masashi Yabe
Raihō (ライホウ?)
Seiyū: Masashi Yabe
Aogane no Tsukumo (青錫のツクモ?)
Seiyū: Masashi Yabe
Shūsui no Erekiteru (秋水のエレキテル?)
Seiyū: Masashi Yabe
Shūsui no Ryūkon (秋水のリュウコン?)
Seiyū: Masashi Yabe
Zenjō (ゼンジョウ?)
Seiyū: Masashi Yabe
Shimizu (清水?)
Seiyū: Masashi Yabe
Compañero de clase de Riku.
Ten-ryū Tōjinshi ({{{2}}}?)
Seiyū: Masashi Yabe
Meteorólogo (お天気おじさん Otenki ojisan?)
Seiyū: Masashi Yabe
Gonpachi (ゴンパチ?)
Seiyū: Masashi Yabe
Momo Jōzenji (上善寺 モモ?)
Seiyū: Yukana Nogami
Hīragi no Horin (柊のホリン?)
Seiyū: Yukana Nogami
Hojo no Ruri (豊穣のルリ?)
Seiyū: Akiko Kimura
Rina Asō (麻生 リナ?)
Seiyū: Mamiko Noto
Shōshi (ショウシ?)
Seiyū: Mamiko Noto
Madre de Riku.
Hisho (秘書?)
Seiyū: Mamiko Noto
Secretaria personal de Mikazuchi.
Ryūji Kamiya (香美庢 りゅーじ?)
Seiyū: Takahiro Mizushima
Hīragi no Tōbee (柊のトウベエ?)
Seiyū: Takahiro Mizushima
Yumi Mamiya (間宮 ユミ?)
Seiyū: Kanako Tateno
Profesor de Riku.
Kanro no Kuradayū (甘露のクラダユウ?)
Seiyū: Kanako Tateno
Narrador
Seiyū: Banjō Ginga
Mikazuchi (ミカヅチ?)
Seiyū: Banjō Ginga
Akagane no Itsumu (赤銅のイツム?)
Seiyū: Banjō Ginga
Mizuki (ミヅキ?)
Seiyū: Michiko Neya
Madre de Sōma
Seiyū: Michiko Neya
Issei (イッセイ?)
Seiyū: Tarō Yamaguchi
Padre de Riku.

### Los Shikigami
Onmyō Taisenki muestra monstruos llamados Shikigami. Hay 24 familias de Shikigami (tres por familia para un total de 72) para representar a cada término Solar. Estos monstruos son extremadamente poderosos y sus habilidades especiales hissatsu waza (必殺術 lit. Técnicas de Muerte Segura?) se activan cuando sus propietarios usan ciertas secuencias de In. Cada Shikigami tiene sus propias secuencias In y algunas tienen armas especiales, que también son activadas por In. Cada Shikigami tiene su propio nombre y una clase / familia. Por ejemplo, el nombre Byakko no Kogenta significa Tigre Blanco (白虎?), uno de los cuatro grandes dioses japoneses; los otros tres son la familia Seiryū (青龍 Azure Dragon?), Genbu (玄武 Tortuga Negra?) y Suzaku (朱雀 Pájaro Bermellón?). Los nombres de las clases generalmente llevan el nombre de dioses y flores.
El Shikigami puede transformarse en un Daikōjin (大降神 Dios Descendiente Gigante?), que es una forma gigante y extremadamente poderosa donde generalmente se vuelven locos. Aunque Nazuna dice que un verdadero Daikōjin ocurre cuando Mind-Technique-Body están juntos, Riku ha podido convocar a uno cuando está muy desesperado y emocional (generalmente cuando Kogenta está a punto de ser asesinado). Shikigami también puede transformarse en forma Daikōjin al forzar una piedra Tōjin en un Shikigami, como lo hace Isou con su Shikigami, Fuji, en el Episodio 20 (o insertando un chip especial hecho con las piedras Tōjin en el disco). Sin embargo, estos métodos solo producen un Daikōjin confundido y dolorido y hace que el Drive brote bobinas que eventualmente matarán al Tōjinshi si el Daikōjin no es derrotado. Además, los miembros de la secta destruida Jin-ryū han podido cambiar su Shikigami en Daikōjin mediante el uso de largas series de Shirushi.
Más adelante en la serie, cuando Kogenta y Rangetsu estaban luchando juntos contra Mikazuchi, tanto Riku como Yuuma obtienen el Master Drive y su compañero Shikigami puede transformarse en un Chōkōjin (超降神 Dios Superdescendiente?), donde los Shikigami todavía tienen su cordura pero una apariencia diferente. Más tarde, Kibachiyo y su compañero obtienen el Master Drive y también podrían transformarse en un Chōkōjin.
Cuando se activa un Drive por primera vez, el Shikigami aparecerá detrás de un shōji y le preguntará qué desea el propietario, y si es del agrado de Shikigami, aceptará y se formará un contrato. Una vez que se hayan cumplido los términos del contrato, los Tōjinshi y Shikigami se separarán. Sin embargo, cuando se rompe un contrato (Shikigami muere o Tōjinshi intenta romper el contrato), el Tōjinshi pierde todos los recuerdos creados desde la primera vez que se contrajo con el Shikigami y generalmente deambula perdido y deprimido mientras el Shikigami es enviado a Naraku (奈落 Inframundo?). Eventos similares suceden con Riku en el Episodio 23-24, ya que rechaza su contrato con Kogenta y, en consecuencia, no recuerda a las personas que solo conoció después de formar el contrato, pero aún recuerda a su amigo de la infancia Momo.

## Medios de comunicación

### Manga
El manga Onmyō Taisenki fue publicado por Jump Comics en la revista mensual V-Jump. Cada volumen tiene nueve capítulos y se han publicado tres: el primero (192 páginas) publicado el 10 de octubre de 2004, el segundo (200 páginas) el 4 de agosto de 2005 y el tercero (267 páginas) el 3 de marzo, 2006. El manga cuenta con la colaboración de WiZ y Bandai.

### Anime
El anime de Onmyō Taisenki fue producido por Sunrise, una subsidiaria de Namco Bandai Holdings. Tiene un total de 52 episodios y se emitió semanalmente en TV Tokyo (desde las 6:00 p.m. hasta las 6:30 p.m.) del 30 de septiembre de 2004 al 29 de septiembre de 2005.

#### Temporada 1
| #  | Título                                                                                      | Estreno                  |
| -- | ------------------------------------------------------------------------------------------- | ------------------------ |
| 1  | «¡Dios Descienda! Byakko no Kogenta» «Uragami! Byakko no kogenta» (降神！白虎のコゲンタ)    | 30 de septiembre de 2004 |
| 2  | «Ataque de los Chi-ryū» «Chiryū kyōshū» (地竜強襲)                                          | 7 de octubre de 2004     |
| 3  | «Choque de los Byakko» «Byakko gekitotsu» (白虎激突)                                        | 14 de octubre de 2004    |
| 4  | «¡Fuerza de la Espada! Saikaidō Kotetsu» «Tsuyoshi ken! Saikaidōkotetsu» (剛剣！西海道虎鉄) | 21 de octubre de 2004    |
| 5  | «Pelea Entre Dragones y Tigres» «Ryūko gekitō» (龍虎激闘)                                   | 28 de octubre de 2004    |
| 6  | «¡Bailen! Amuletos de Onmyōdō» «Mae! Tōjinfu» (舞え！闘神符)                                | 4 de noviembre de 2004   |
| 7  | «¡Invocar! Cuchilla de corte de onda» «Hatsudō! Dotō ki tamashī ken» (発動！怒涛斬魂剣)     | 11 de noviembre de 2004  |
| 8  | «Yūma y Sōma» «Yūma to Sōma» (ユーマとソーマ)                                               | 18 de noviembre de 2004  |
| 9  | «El Corazón Luchador» «Tatakau kokoro» (闘う心)                                             | 25 de noviembre de 2004  |
| 10 | «Batalla de la Misteriosa Capital Antigua» «Koto shinpi no tatakai» (古都神秘の戦い)        | 2 de diciembre de 2004   |
| 11 | «Secreto de las Ruinas de los Ten-Ryū» «Ten-ryū iseki no himitsu» (天流遺跡の秘密)          | 9 de diciembre de 2004   |
| 12 | «Choque de Ten-ryū y Chi-ryū, Daikoujin» «Tenchi kyōgaku daikōjin» (天地驚愕大降神)         | 16 de diciembre de 2004  |
| 13 | «El Vínculo Entre Dos Personas» «Futarinokizuna» (二人の絆)                                 | 23 de diciembre de 2004  |

#### Temporada 2
| #  | Título                                                                                     | Estreno               |
| -- | ------------------------------------------------------------------------------------------ | --------------------- |
| 1  | «Invasión Demoníaca» «Fukumaden shin'nyū» (伏魔殿侵入)                                     | 6 de enero de 2005    |
| 2  | «Escape del Kimon» «Kimon tonsō» (鬼門遁走)                                                | 13 de enero de 2005   |
| 3  | «El Regreso del Asesino» «Shikaku sairai» (刺客再来)                                       | 20 de enero de 2005   |
| 4  | «La Gran Batalla Decisiva Submarina de Byakko» «Byakko suichū daisakusen» (白虎水中大決戦) | 27 de enero de 2005   |
| 5  | «La Fortaleza Sellada» «Jōsai no fūin» (城塞の封印)                                        | 3 de febrero de 2005  |
| 6  | «Lucha Hasta la Muerte en las Aguas Termales Secretas» «Hitō no shitō» (秘湯の死闘)        | 10 de febrero de 2005 |
| 7  | «El Aterrador Daikōjin» «Senritsu no daikōjin» (戦慄の大降神)                              | 17 de febrero de 2005 |
| 8  | «Ese Nombre es Yakumo» «Sononaha yakumo» (その名はヤクモ)                                  | 24 de febrero de 2005 |
| 9  | «Sello Grabado en el Corazón» «Kokoro ni kizama reta shirushi» (心に刻まれた印)            | 3 de marzo de 2005    |
| 10 | «El Tigre Blanco Desaparece» «Byakko shōshitsu» (白虎消失)                                 | 10 de marzo de 2005   |
| 11 | «El Pasado, Una Vez Más» «Futatabi no kako» (再びの過去)                                   | 17 de marzo de 2005   |
| 12 | «Abierto, Zero Drive» «Kaihō reijin misao-ki» (開放・零神操機)                             | 24 de marzo de 2005   |
| 13 | «Se Abre el Noreste» «Dai kimon kaihō» (大鬼門解放)                                        | 31 de marzo de 2005   |

#### Temporada 3
| #  | Título | Estreno             |
| -- | --- | ------------------- |
| 1  | «Fin de la Temporada Locura» «Sekki kyō ran» (節季凶乱)                                                                | 7 de abril de 2005  |
| 2  | «Aceleraciones del Sello» «Fūin no taidō» (封印の胎動)                                                                 | 14 de abril de 2005 |
| 3  | «Invitación al Territorio Enemigo» «Tekichi e no shōtai» (敵地への招待)                                                | 21 de abril de 2005 |
| 4  | «Un Hombre Corriendo a los 4 Kimon» «Shikimon ni kaketa Kan» (四鬼門に賭けた漢)                                        | 28 de abril de 2005 |
| 5  | «Construir Emociones» «Kasanaru omoi» (重なる想い)                                                                     | 5 de mayo de 2005   |
| 6  | «Fiebre del Oro en la Playa» «Nagisa no gōrudorasshu» (渚のゴールドラッシュ)                                           | 12 de mayo de 2005  |
| 7  | «Un Reencuentro que Trasciende el Tiempo» «Toki o koeta saikai» (時を越えた再会)                                       | 19 de mayo de 2005  |
| 8  | «Dragón y Tigre, Otra Vez» «Ryūko, futatabi» (龍虎、再び)                                                              | 26 de mayo de 2005  |
| 9  | «El Precio del Poder» «Chikara no daishō» (力の代償)                                                                   | 2 de junio de 2005  |
| 10 | «La Terrible Experiencia de Shikigami Perdida de Koroku» «Hagure shikigami korogu no shiren» (はぐれ式神 コロクの試練) | 9 de junio de 2005  |
| 11 | «Confianza Rota» «Kudaka reta shinrai» (砕かれた信頼)                                                                  | 16 de junio de 2005 |
| 12 | «Estrellas Fugaces de la Calamidad» «Kyōsei, nagareru» (凶星、流れる)                                                  | 23 de junio de 2005 |
| 13 | «Batalla Decisiva! Ten y chi» «Kessen! Tentochito» (決戦！天と地と)                                                    | 30 de junio de 2005 |
| 14 | «Master Drive, Byakko Renacido» «Kiwameshi chikara byakko Shinsei» (極めし力白虎新生)                                  | 7 de julio de 2005  |

#### Temporada 4
| #  | Título                                                                      | Estreno                  |
| -- | --------------------------------------------------------------------------- | ------------------------ |
| 1  | «Utsuho Revive» «Utsuho fukkatsu» (ウツホ復活)                              | 14 de julio de 2005      |
| 2  | «Despertar del Azul» «Aoi no kakusei» (蒼の覚醒)                            | 21 de julio de 2005      |
| 3  | «Salvador Sucio» «Yogosa reta kyūseishu» (汚された救世主)                   | 28 de julio de 2005      |
| 4  | «Trampa Roja» «Akai wana» (赤い罠)                                          | 4 de agosto de 2005      |
| 5  | «¡Consumirse Completamente! Sōma» «Moero! Sōma» (燃えろ！ソ－マ)            | 11 de agosto de 2005     |
| 6  | «Adiós, Yakumo» «Saraba, yakumo» (さらば、ヤクモ)                           | 18 de agosto de 2005     |
| 7  | «Feroz Ataque del Yondaiten» «Yondaiten no mōkō» (四大天の猛攻)             | 25 de agosto de 2005     |
| 8  | «Calificaciones para Ser la Cabeza» «Sōke no shikaku» (宗家の資格)          | 1 de septiembre de 2005  |
| 9  | «El Fin de un Sueño» «Yume no owari» (夢の終わり)                           | 8 de septiembre de 2005  |
| 10 | «Con Nuestros Bonos en Juego» «Kizuna o kakete» (絆をかけて)                | 15 de septiembre de 2005 |
| 11 | «Fallecimiento del Taikyoku» «Shūen no taikyoku» (終焉の太極)               | 22 de septiembre de 2005 |
| 12 | «Entre las Estaciones Pasajeras» «Meguru sekki no naka de» (巡る節季の中で) | 29 de septiembre de 2005 |

### Videojuego
Hay tres juegos Onmyō Taisenki, siendo dos de PlayStation 2, y otro para Game Boy Advance.
El primer juego de PS2 se llama Onmyō Taisenki - Byakko Enbu (阴阳大戦记 - 白虎演舞 Onmyō Taisenki - Actuación de Baile Byakko?), y fue lanzado el 31 de marzo de 2005. Se requiere el PlayStation 2 EyeToy para jugar a este juego. El segundo juego de PS2 se llama Onmyō Taisenki - Hasha no Shirushi (阴阳大戦记 - 覇者の印 Onmyō Taisenki - El sello del Campeón?), y fue lanzado el 26 de junio de 2005. Es una historia paralela con los mismos personajes del anime, donde Kogenta y Riku entrenan y se fortalecen a través de cinco Fukumaden (伏魔殿 morada de los demonios?), que son mundos paralelos con muchos Yōkai (妖怪 demonios/dioses malvados?). Los cinco Fukumaden presentados en este juego son Fuego, Agua, Árbol, Tierra y Trastorno (乱 ran?). El elemento 'Oro' de Onmyōdō también aparece en el juego, pero no hay Fukumaden para ello. El único juego para GB Advance se llama Onmyō Taisenki reishiki (阴阳大戦记 零式 Onmyō Taisenki - Ritual Cero?), y fue lanzado el 12 de diciembre de 2004.
Los tres juegos fueron lanzados solamente en Japón.